# Gladstone (Queensland)
Gladstone è una città australiana del Queensland, che si trova nell'omonima regione. Si trova approssimativamente a una distanza stradale di 550 km a nord di Brisbane e di 100 km a sud-est di Rockhampton. Situata tra il fiume Calliope e il fiume Boyne, Gladstone ospita il più grande porto per merci del Queensland.
Gladstone, insieme a Boyne Island e Tannum Sands, aveva una popolazione di 49 248 abitanti
Quest'area urbana è di 240,20 km².
Gladstone è il più grosso insediamento, e il capoluogo, del Gladstone Regional Council, formatosi nel 2008 mettendo insieme tre aree di ex governi locali.

## Storia
Prima degli insediamenti di europei, la zona di Gladstone ospitava i Toolooa (o Tulua), Meerooni e Baiali (or Byellee), tribù aborigene.
Nel maggio 1770, la HM Bark Endeavour, al commando di James Cook, entrò nel porto naturale di Gladstone con il favore delle tenebre. Matthew Flinders, durante il periodo 1801–1803 della sua circumnavigazione dell'Australia, divenne il primo europeo che ufficialmente vide il porto nel 1802. Egli lo chiamò Port Curtis, dal cognome dell'ammiraglio Roger Curtis, che gli aveva fornito assistenza un anno prima presso il Capo di Buona Speranza. John Oxley condusse ulteriori esplorazioni sul porto e sulla zona circostante nel novembre del 1823. Oxley fu sfavorevole sulla regione, facendo osservare che il porto era di difficile accesso, la campagna arida e il legno degli alberi inadatto a scopi costruttivi.

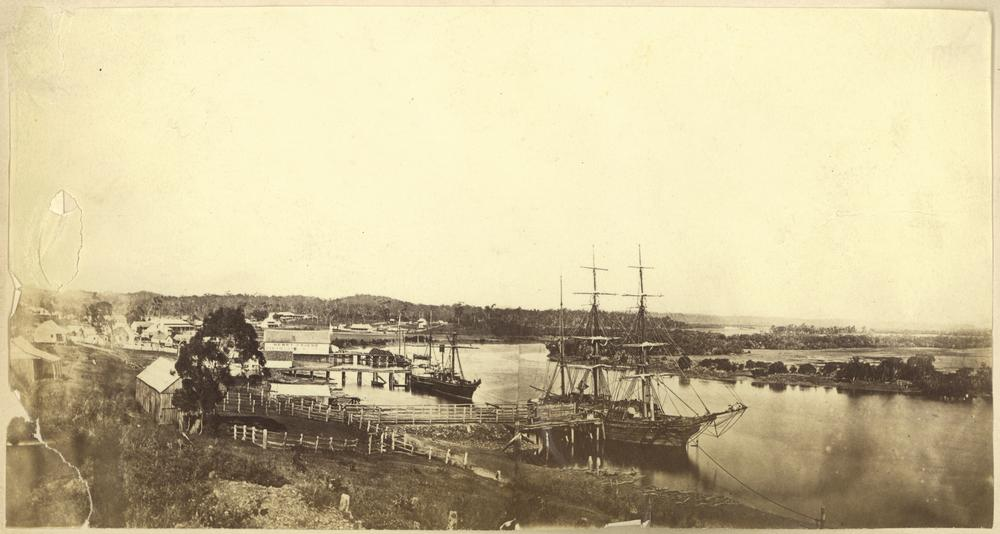
Navi alla fonda presso i dock a Gladstone, ca. 1868

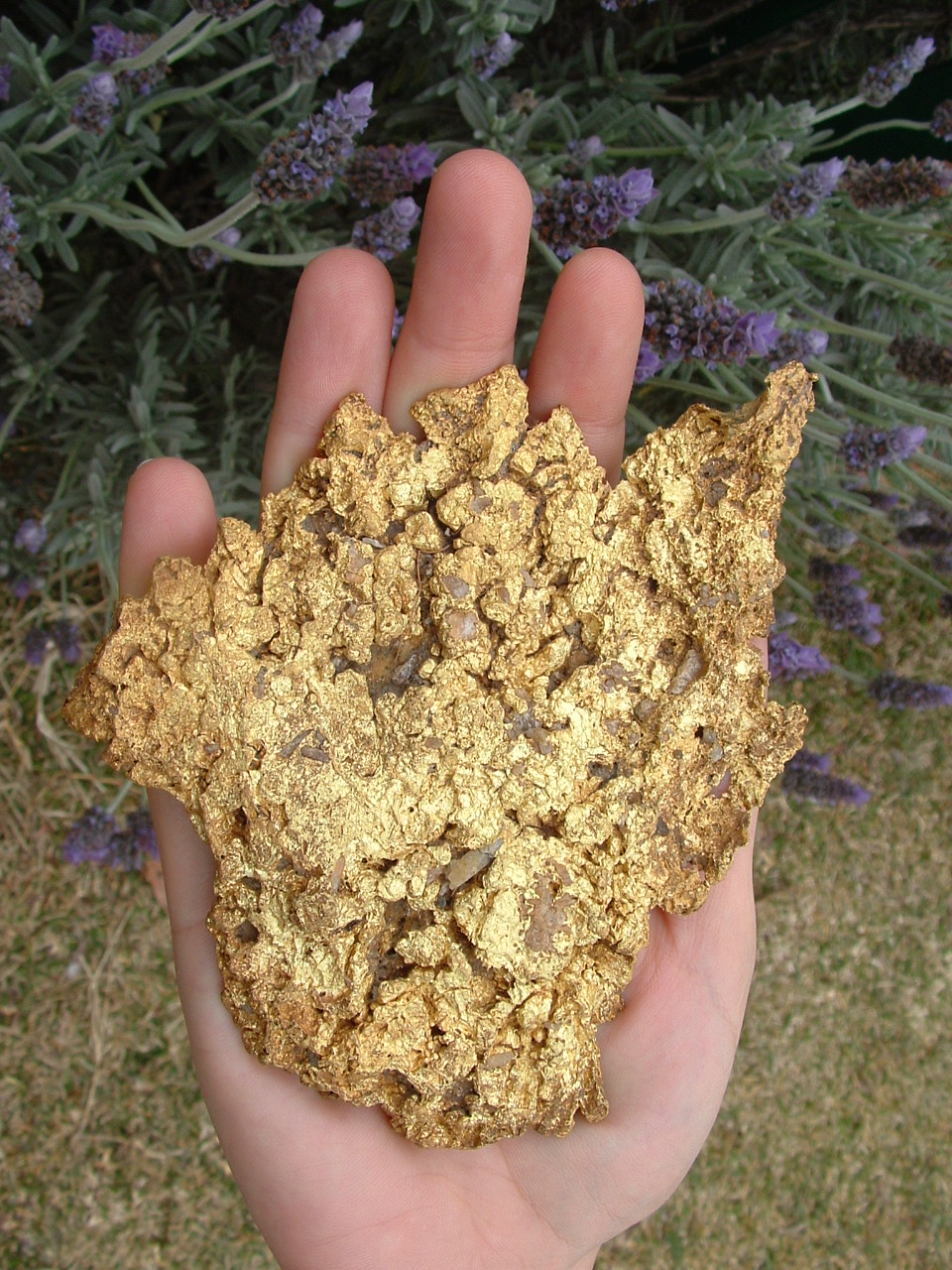
La pepita di Providence, trovata a Gladstone nel 2004 con un metal detector

Ciò non di meno una alla fine s'insediò una colonia a Port Curtis. La spedizione del colonnello George Barney fu movimentata. Il 25 gennaio 1847 la Lord Auckland, che trasportava 87 tra soldati e carcerati giunse al largo dell'ingresso di Port Curtis e tosto andò ad arenarsi su una secca all'estremità sud dell'isola di Facing. I coloni stettero sette settimane sull'isola prima di essere recuperati dal mercantile Thomas Lowry e trasportati sul luogo ove dovevano insediarsi, la zona oggi nota con il nome di Barney Point.
Il 30 gennaio Barney fu proclamato Luogotenente Governatore della colonia del Nord Australia.
L'insediamento dei carcerati durò a mala pena due mesi. Un cambio del governo in Gran Bretagna determinò il richiamo in patria di Barney e dei coloni. In ogni caso l'interesse nella regione rimase.
Nel 1853, Francis MacCabe ispezionava la zona per una nuova città sulle rive di Port Curtis. Maurice O'Connell fu nominato governatore residente l'anno seguente, con il risultato di un afflusso di coloni liberi disponibile nell'intera regione. Nel 1863, diventata municipalità, la città elesse il suo primo sindaco, Richard Hetherington.
Alla neonata città fu dato il nome del Primo Ministro britannico William Ewart Gladstone del quale conserva una statua in marmo del XIX secolo nel museo cittadino.
Il 2 marzo 1949 la città fu danneggiata da un violento ciclone.
Nel 1963 la Queensland Alumina Limited costruì uno stabilimento per l'affinazione dell'alluminio e le strutture del porto di Gladstone furono ampliate e la città proiettata verso un periodo di sviluppo industriale e di prosperità economica.

## Geografia
Gladstone e Rockhampton sono le due città principali nella regione del Queensland Centrale.

### Quartieri
- Gladstone Central*
- Barney Point
- Callemondah
- Clinton
- Glen Eden
- Kin Kora
- Kirkwood
- New Auckland

- O'Connell
- South Gladstone
- South Trees
- Sun Valley
- Telina
- Toolooa
- West Gladstone

*Centro storico della città e luogo di concentrazione degli affari

### Clima
Il clima di Gladstone è del tipo subtropicale umido (secondo la Classificazione dei climi di Köppen) ed è una delle località più a nord dell'Australia ad avere tale classificazione. Le temperature estreme vanno da 4,4 a 42 °C.

## Economia

### Industria

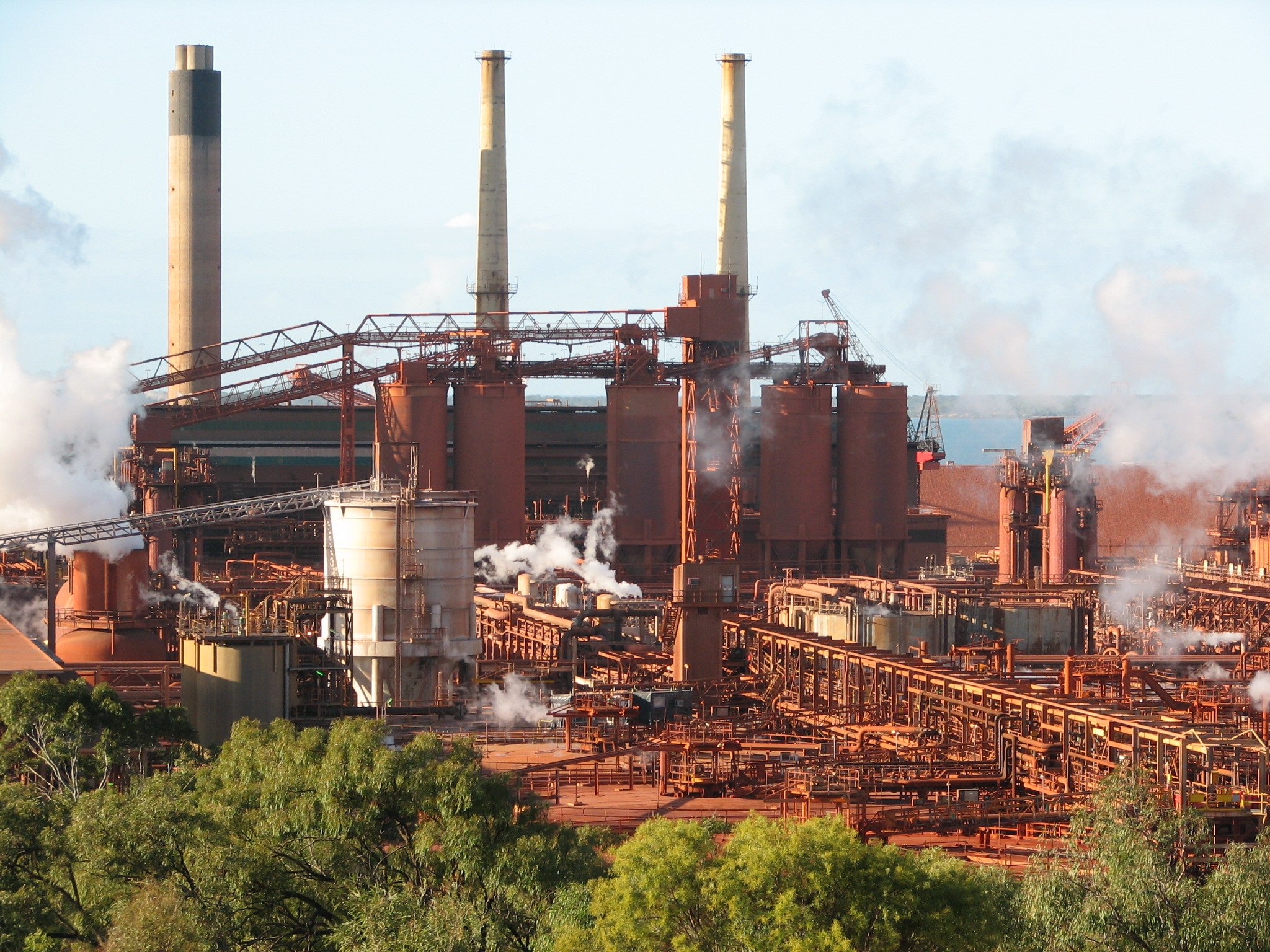
Raffineria di alluminio

Le principali industrie di Gladstone sono collegate all'attività estrattiva. Il porto di Gladstone è il quinto porto mercantile generalizzato dell'Australia e il quarto nel mondo per l'imbarco di carbone. Il porto ha numerosi moli e terminali. Il molo di Boyne è utilizzato dalla Boyne Island aluminium smelter e fu aperto nell'agosto del 1982. La parte occidentale del bacino portuale viene attualmente espansa per consentire principalmente l'esportazione di gas naturale liquefatto. Le principali merci in esportazione sono carbone, allumina, alluminio, cemento, cianuro di sodio e nitrato di ammonio. Ogni anno 50 milioni di tonnellate di carbone passano dal porto, costituendo oltre il 70% dell'esportazione totale.
Gladstone è anche una destinazione turistica con navi da crociera che attraccano regolarmente nel porto.

## Infrastrutture e trasporti
Gladstone è collegata alla rete autostradale australiana e a quella ferroviaria. A circa otto chilometri dalla città vi è l'aeroporto.

## Amministrazione

### Gemellaggi
Gladstone è gemellata con la città portuale giapponese di Saiki.